# Mjesečev plato
Mjesečev plato, Plato Mjeseca, prirodna znamenitost na otoku Krku. Smješten je na jugozapadu Krka iznad kanjona Vrženice. Turisti su ovaj predio nazvali „Mjesečeva površina“ ili „Planina Mjeseca“.
To je zaravan na brdu iznad Baške koja podsjeća na Mjesečevu površinu. Nalazi se na 380 metara nadmorske visine. Do platoa se može stići turističkom stazom od Baške. Krajolik je ovdje posve goli kamen bez ikakva hlada. Na uzvišenjima je spektakularan pogled. Raslinje je submediteransko.
Najviši vrh ove krško-kamenite zaravni je Diviška na 471 metar nadmorske visine. Naizgled je kamena pustinja. Nastala je djelovanjem erozije, prirodnih sila poput snažne bure, kvarnerskih kiša te čovjeka koji je u ovom škrtom okruženju tražio mogućnost svog opstati. Ovdje su na ispaši stada ovaca. Ovce se za ljetnih vrućina sklanjaju u kržljavim šumarcima ograđenih suhozidima koji se protežu u nedogled i razdvajaju pastirske posjede. Ovdje su mrgari - mjesta gdje pastiri obavljaju obilježavanje, prebrojavanje, striženje i mužnju ovaca.
S lokalne ceste D102 iznad autobusnog kolodvora i velikog parkirališta lijevo se asfaltnom cestom ide tristotinjak metara do križanja cesta ispod groblja i crkve Sv. Ivana ponad Baške, od kuda se na Mjesečev plato može stići iz dvaju pravaca. Otamo vodi planinarska staza imena „Šetnica do Mjeseca i nazad“. Od crkve Sv. Ivana šetnica vodi kroz gustu borovu šumu. Borovi su ovdje umjetni, posađeni za poslijeratnih radnih akcija. Nakon tri kilometra kroz šumu stiže se na Mjesečev plato. Iz borove šume se na plato izlazi kroz jedan otvor u suhozidu (zatok). Plato se prostire ispod Stražice i Zakama do pod Hlam. Pješačka staza krškoj goleti vodi do križanja puteva, od koji jedan vodi na vidikovac Zakam i u Bašku, a drugi na vrh Hlam i ka lokvi Diviškoj. Dalje prema obali prostire se posebni ornitološki rezervat Kuntrep.